# Karsten Schulz (Fußballspieler)
Karsten Schulz (* 3. Juni 1965) war Fußballspieler in der DDR-Oberliga. In der höchsten Spielklasse des DDR-Fußball-Verbandes spielte er für den FC Vorwärts Frankfurt (Oder) und die BSG Stahl Eisenhüttenstadt.

## Fußball-Laufbahn

### FC Vorwärts Frankfurt (Oder)
Bis zu seinem 13. Lebensjahr spielte Karsten Schulz Fußball in der Nachwuchsabteilung der Betriebssportgemeinschaft (BSG) Stahl Eisenhüttenstadt. 1978 wechselte er zum Spitzenklub der DDR-Armeesportvereinigung FC Vorwärts Frankfurt (Oder), der gleichzeitig Fußballschwerpunkt der Region war. Dort durchlief Schulz die weiteren Nachwuchsmannschaften, zuletzt spielte er 1983/84 mit den Junioren des FCV in der DDR-weiten Juniorenoberliga. In den Spielzeiten 1984/85 bis 1986/87 gehörte er jeweils zum Aufgebot der 2. Mannschaft, die in der zweitklassigen DDR-Liga vertreten war. Gleichzeitig wurde er Angehöriger der DDR-Volksarmee.
Bereits 1985 kam Schulz zu seinen ersten Einsätzen in der DDR-Oberliga. Sein Debüt gab er dort am 31. August 1985 in der Begegnung des 3. Spieltages der Saison 1985/86 FC Vorwärts – FC Carl Zeiss Jena (0:0), in der er in der 1. Halbzeit im Angriff spielte. In der Saison 1986/87, er gehörte immer noch zum Aufgebot der 2. Mannschaft, bestritt er bereits 16 Oberligaspiele, allerdings in der Mehrzahl als Einwechsler. Nur viermal stand er in der Anfangself. Für die Saison 1987/88 wurde der 1,80 m große Schulz offiziell für die 1. Mannschaft gemeldet, an seinem Ersatzspielerstatus änderte sich jedoch nichts. Er wurde in 19 Oberligaspielen eingesetzt, darunter waren aber nur drei Partien, die er über die volle Spielzeit absolvierte. 1988/89 wurde er wieder für die 2. Mannschaft nominiert, die nach dem Abstieg der Ersten nur noch in der drittklassigen Bezirksliga spielte. Im Oktober 1988 wurde Schulz aus dem Armeedienst entlassen und schied damit gleichzeitig aus dem FC Vorwärts Frankfurt aus. Er hatte dort in drei Spielzeiten 43 Oberligaspiele absolviert, in denen er fünfmal zu Torerfolgen kam.

### Stahl Eisenhüttenstadt
Schulz kehrte zum DDR-Ligisten Stahl Eisenhüttenstadt zurück, wo er bereits am 13. November 1988 sein erstes Punktspiel bestritt. Er spielte sich als Stürmer sofort in die Stammelf ein und verpasste bis zum Saisonende nur ein Punktspiel. Mit seinen 22 Einsätzen und neun Toren war er maßgeblich am Aufstieg der Stahl-Mannschaft in die DDR-Oberliga beteiligt. Auch in der Oberligasaison 1989/90 gehörte Schulz mit 24 absolvierten Punktspielen zu den tragenden Kräften der Stahlwerker und wurde mit seinen sieben Treffern zum Torschützenkönig seiner Mannschaft. Unter dem neuen Trainer Günter Reinke wurde er in dieser Spielzeit überwiegend im Mittelfeld eingesetzt. Nachdem Stahl Eisenhüttenstadt den Klassenerhalt geschafft hatte, fügte Schulz seinem Oberligakonto weitere 23 Spiele hinzu. Abwechselnd im Angriff und im Mittelfeld spielend, gehörte er mit seinen sechs Treffern erneut zu den torgefährlichsten Spielern seiner Mannschaft, die sich im Laufe der Saison 1990/91 in den Eisenhüttenstädter FC Stahl gewandelt hatte. Es war wendebedingt die letzte Spielzeit der DDR-Oberliga, die neben der Ermittlung des letzten DDR-Fußballmeisters auch zur Qualifikation für die drei höchsten Ligen des DFB-Spielbetriebs diente. Für den FC Stahl reichte es nur für die drittklassige Amateuroberliga, aber die Mannschaft erreichte zum Saisonabschluss das letzte Endspiel um den DDR-Fußballpokal. Dort unterlag die Mannschaft mit Schulz im zentralen Mittelfeld jedoch dem Meister Hansa Rostock mit 0:1.
Mit der Pokalfinalteilnahme qualifizierte sich der FC Stahl sowohl für die DFB-Supercup 1991 als auch für den Wettbewerb um den Europapokal der Pokalsieger 1991/92. Während Schulz im Supercup nicht eingesetzt wurde, bestritt er die beiden Europapokalspiele gegen die türkische Mannschaft Galatasaray Istanbul (1:2 und 0:3) als Einwechselspieler. Bis 1996 spielte Schulz mit dem Eisenhüttenstädter FC Stahl drittklassig in der Oberliga Nordost bzw. in der Regionalliga Nordost. Später spielte er mit dem VfB Eisenhüttenstadt in der Landesklasse Brandenburg.